# منارة غزنة
منارة غزنة عبارة عن برجين (مئذنتين) مزينين بشكل متقن يقعان بمدينة غزنة في وسط أفغانستان. بنيت في منتصف القرن الثاني عشر وهي العناصر الوحيدة الباقية من مسجد بهرام شاه. تقع المئذنتان على بعد 600 متر (1968 قدمًا)، وتقعان في سهل مفتوح شرق مدينة غزنة.
يبلغ طول كل من مئذنتي غزنة 20 مترًا (66 قدمًا) وتم بناؤها من الطابوق(الطوب المحروق). تم تزيين سطح الأبراج بشكل جميل مع أنماط هندسية معقدة وآيات قرآنية على بلاط التراكوتا المتقن. في عام 1960، تم تزويد كلا البرجين بأسقف من الصفائح المعدنية في جهد محدود للمحافظة.

## التاريخ

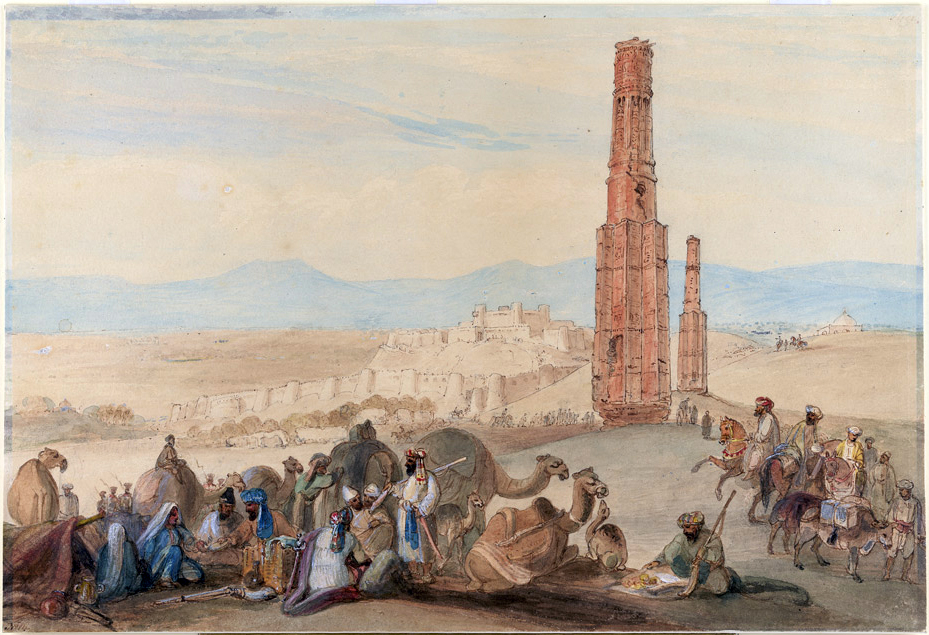
لوحة من عام 1839 تظهر الأجزاء العلوية الأسطوانية من المآذن قبل تدميرها في عام 1902.

تعتبر المآذن التي تعود إلى القرن الثاني عشر من أشهر المعالم في مدينة غزنة وهي من بقايا الإمبراطورية الغزنوية العظيمة. سميت المئذنتان مئذنة مسعود الثالث ومئذنة بهرام شاه باسم الحاكم الذي بناها، مسعود الثالث (1099-1115)، وبهرام شاه (1118-1157). يقع قصر مسعود الثالث المكتشف بالقرب من الأبراج.
كانت المآذن أطول قبل تلف الأجزاء العلوية وتدميرها بمرور الوقت. تم تدمير جزء من مئذنة مسعود الثالث في زلزال عام 1902.

## التهديدات
مآذن غزنة ليست محمية بشكل جيد. كلا البرجين في خطر من العناصر الطبيعية وعدم الاستقرار السياسي في أفغانستان. لا توجد تدابير أمنية أساسية لمنع التخريب، والأبراج بحاجة إلى سقوف جديدة لمنع تسرب المياه إليها.
تحتوي الأبراج على الأشكال الهندسية المعقدة والنقوش القرآنية التي تتدهور بسرعة مع التعرض للمطر والثلج. المنطقة عرضة للفيضانات الدورية.

## المعرض

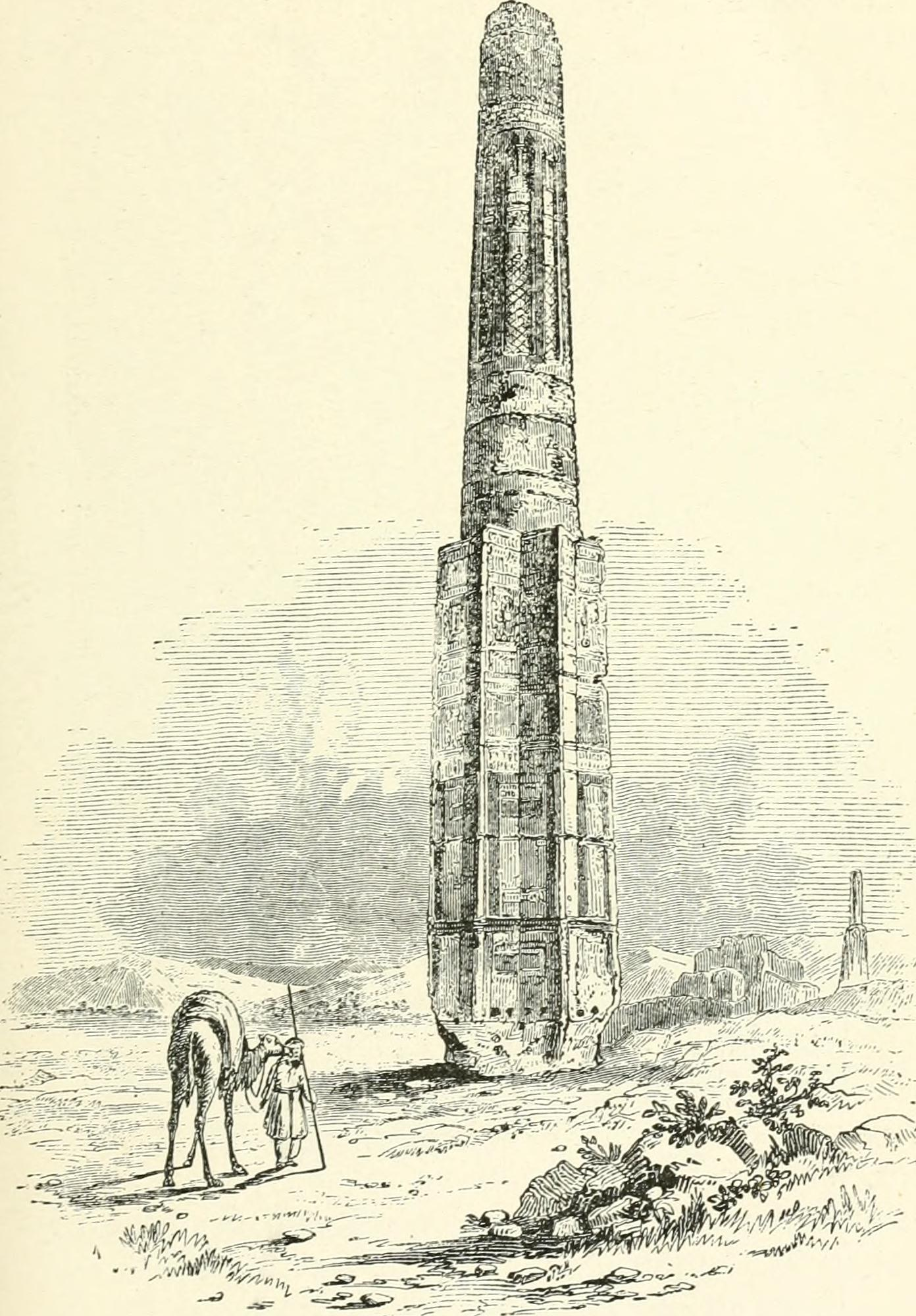
رسم توضيحي لمئذنة غزنة في "قصة العمارة" للماتوز، تشارلز طومسون عام 1896.
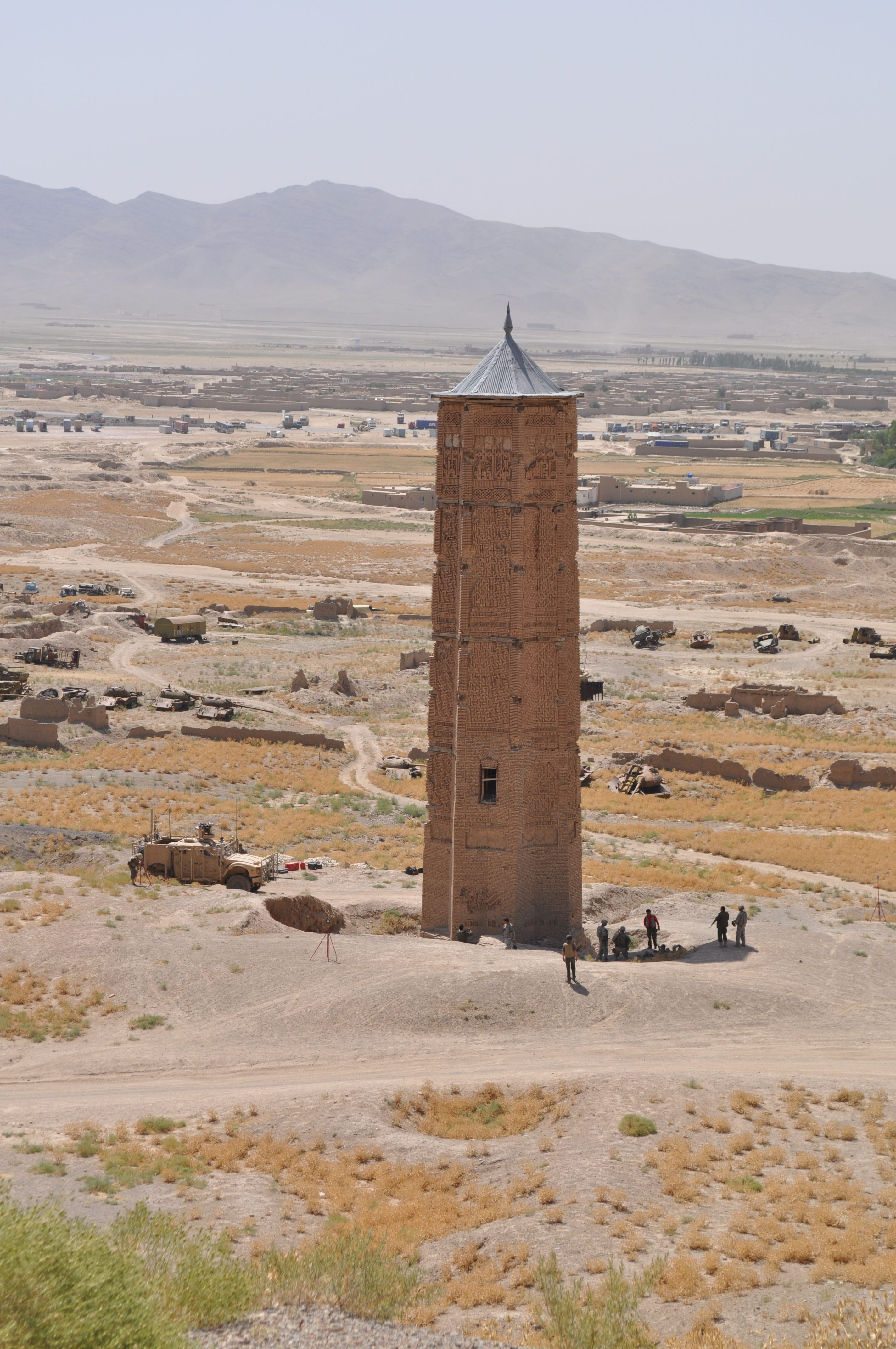
برنامج توثيق التراث بالولايات المتحدة الذي قام بمسح المآذن في يوليو عام 2011.
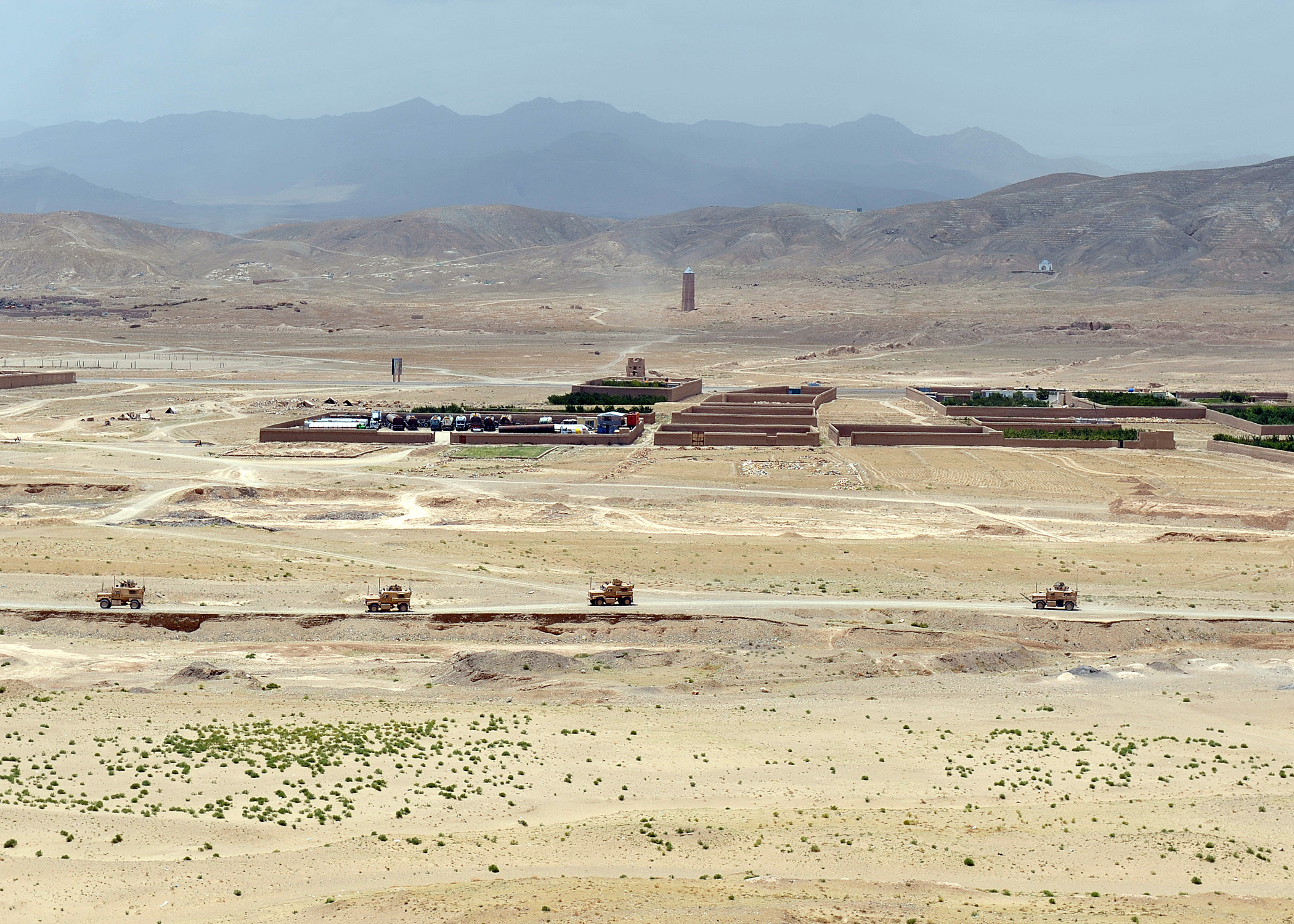
صورة المئذنة بين 1939-1940 لآن ماري شوارزنباخ.
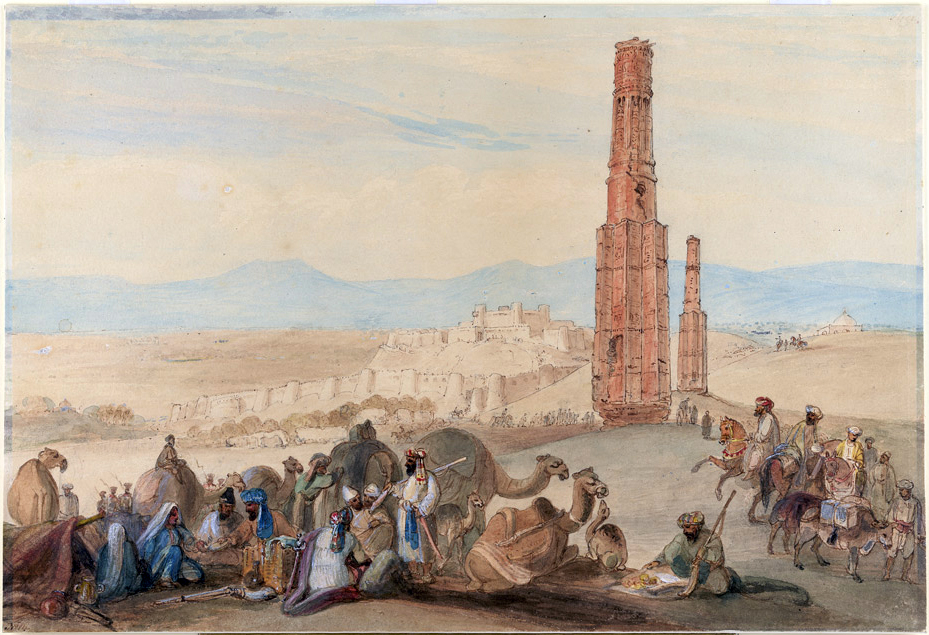
"الحصن وقلعة غزنة (أفغانستان) ومنارتان"، لوحة لجيمس أتكنسون في عام 1839م.

## قراءات خارجية
- https://eca.state.gov/files/bureau/ghazni-towers/images/Ghazni_further_reading.pdf